# Ella Fitzgerald Sings the Duke Ellington Songbook
Ella Fitzgerald Sings the Duke Ellington Songbook (укр. Елла Фіцджеральд виконує пісні Дюка Еллінгтона) — студійний альбом американської джазової співачки Елли Фіцджеральд, записаний спільно з оркестром Дюка Еллінгтона і присвячений його творчості як автора пісень. Вийшов на лейблі Verve Records у 1957 році.

## Список композицій
| Сторона 1 | Сторона 1                           | Сторона 1                 | Сторона 1                   | Сторона 1  |
| #         | Назва                               | Автор слів                | Автор музики                | Тривалість |
| --------- | ----------------------------------- | ------------------------- | --------------------------- | ---------- |
| 1.        | «Rockin’ in Rhythm»                 | Ірвінг Міллс              | Дюк Еллінгтон, Гаррі Карні  | 5:17       |
| 2.        | «Drop Me Off in Harlem»             | Нік Кенні                 | Дюк Еллінгтон               | 3:48       |
| 3.        | «Day Dream»                         | Джон Латуш                | Біллі Стрейгорн             | 3:56       |
| 4.        | «Caravan»                           | Ірвінг Міллс              | Хуан Тізол                  | 3:51       |
| 5.        | «Take the "A" Train»                | Джойя Шеррілл             | Біллі Стрейгорн             | 6:37       |
| 6.        | «I Ain’t Got Nothin’ But the Blues» | Дон Джордж                | Дюк Еллінгтон               | 4:39       |
| 7.        | «Clementine»                        |                           | Біллі Стрейгорн             | 2:37       |
| 8.        | «I Didn’t Know About You»           | Боб Рассел                | Дюк Еллінгтон               | 4:10       |
| 9.        | «I’m Beginning to See the Light»    | Дон Джордж                | Гаррі Джеймс                | 3:24       |
| 10.       | «Lost in Meditation»                | Ірвінг Міллс              | Хуан Тізол                  | 3:24       |
| 11.       | «Perdido»                           | Ервін Дрейк               | Хуан Тізол                  | 6:10       |
| 12.       | «Cotton Tail»                       |                           | Дюк Еллінгтон               | 3:23       |
| 13.       | «Do Nothin’ Till You Hear from Me»  | Боб Рассел                | Дюк Еллінгтон               | 7:38       |
| 14.       | «Just A-Sittin’ and A-Rockin’»      | Лі Гейнс                  | Біллі Стрейгорн             | 3:30       |
| 15.       | «(In My) Solitude»                  | Ірвінг Міллс, Едді Деланж | Дюк Еллінгтон               | 2:04       |
| 16.       | «Rocks in My Bed»                   |                           | Дюк Еллінгтон               | 3:56       |
| 17.       | «Satin Doll»                        | Джонні Мерсер             | Біллі Стрейгорн             | 3:26       |
| 18.       | «Sophisticated Lady»                | Мітчелл Періш             | Дюк Еллінгтон, Ірвінг Міллс | 5:18       |
| 77:10     |                                     |                           |                             |            |

| Сторона 2 | Сторона 2                                            | Сторона 2                | Сторона 2                    | Сторона 2  |
| #         | Назва                                                | Автор слів               | Автор музики                 | Тривалість |
| --------- | ---------------------------------------------------- | ------------------------ | ---------------------------- | ---------- |
| 19.       | «Just Squeeze Me (But Please Don’t Tease Me)»        | Лі Гейнс                 | Дюк Еллінгтон                | 4:13       |
| 20.       | «It Don’t Mean a Thing (If It Ain’t Got That Swing)» | Ірвінг Міллс             | Дюк Еллінгтон                | 4:12       |
| 21.       | «Azure»                                              | Ірвінг Міллс             | Дюк Еллінгтон                | 2:18       |
| 22.       | «I Let a Song Go Out of My Heart»                    | Ірвінг Міллс, Генрі Немо | Дюк Еллінгтон                | 4:08       |
| 23.       | «In a Sentimental Mood»                              | Менні Кертіс             | Дюк Еллінгтон, Ірвінг Міллс  | 2:44       |
| 24.       | «Don’t Get Around Much Anymore»                      | Боб Рассел               | Дюк Еллінгтон                | 4:59       |
| 25.       | «Prelude to a Kiss»                                  | Ірвінг Гордон            | Дюк Еллінгтон, Ірвінг Міллс  | 5:26       |
| 26.       | «Mood Indigo»                                        | Ірвінг Міллс             | Дюк Еллінгтон, Барні Біггард | 3:24       |
| 27.       | «In a Mellow Tone»                                   | Мілт Геблер              | Дюк Еллінгтон                | 5:07       |
| 28.       | «Love You Madly»                                     |                          | Дюк Еллінгтон                | 4:37       |
| 29.       | «Lush Life»                                          | Біллі Стрейгорн          | Біллі Стрейгорн              | 3:37       |
| 30.       | «Squatty Roo»                                        |                          | Джонні Ходжес                | 3:38       |
| 31.       | «I’m Just a Lucky So-and-So»                         | Мек Девід                | Дюк Еллінгтон                | 4:12       |
| 32.       | «All Too Soon»                                       | Карл Зігман              | Дюк Еллінгтон                | 4:22       |
| 33.       | «Everything But You»                                 | Дон Джордж               | Гаррі Джеймс                 | 2:53       |
| 34.       | «I Got it Bad (And That Ain’t Good)»                 | Пол Вебстер              | Дюк Еллінгтон                | 6:11       |
| 35.       | «Bli-Blip»                                           | Сід Куллер               | Дюк Еллінгтон                | 3:01       |
| 69:02     |                                                      |                          |                              |            |

| Сторона 3 | Сторона 3                                      | Сторона 3       | Сторона 3                      | Сторона 3  |
| #         | Назва                                          | Автор слів      | Автор музики                   | Тривалість |
| --------- | ---------------------------------------------- | --------------- | ------------------------------ | ---------- |
| 36.       | «Chelsea Bridge»                               | Біллі Стрейгорн | Біллі Стрейгорн                | 3:20       |
| 37.       | «Portrait of Ella Fitzgerald»                  |                 | Дюк Еллінгтон, Біллі Стрейгорн | 16:10      |
| 38.       | «The E and D Blues» ((E for Ella, D for Duke)) |                 | Біллі Стрейгорн                | 4:48       |
| 24:18     |                                                |                 |                                |            |